# RIVER (2012年の映画)
『RIVER』（リバー）は、2012年に公開された日本映画。廣木隆一監督作品・蓮佛美沙子主演。第12回東京フィルメックス特別招待作品。秋葉原通り魔事件をモチーフに、恋人を失った少女が、惨劇のあった秋葉原の街を彷徨い、そこで出会った人々との交流を通して、再び歩き始めるまでの心模様を描いている。
キャッチコピーは「私は歩く、歩いてゆく ―秋葉原から新しい明日へ―」。

## ストーリー
数年前に秋葉原で起こった殺傷事件で恋人を失ったひかりは、いまだに心に折り合いをつけることができないでいる。彼の面影を探すため、あてもなく秋葉原の街を歩き、ひかりは様々な人々に出会っていく。

## キャスト
- ひかり：蓮佛美沙子
- ひかりの母（弓子）：根岸季衣
- スカウトマン（修）：田口トモロヲ
- カメラマン（沙紀）：中村麻美
- ミュージシャン：Quinka, with a Yawn
- 高校の同級生（まりあ）：尾高杏奈
- 尾崎：柄本時生
- メイド（桃）：菜葉菜
- 地下道の住人（佑二）：小林ユウキチ
- クリス：小林優斗

## スタッフ
- 原案・脚本・監督：廣木隆一
- エグゼクティブプロデューサー：久保忠佳
- 企画：成田尚哉／平田樹彦
- プロデューサー：宮田昌広／東快彦／湊谷恭史
- 脚本：吉川菜美
- 撮影：水口智之
- 照明：関輝久
- 美術・装飾：羽賀香織
- 録音：深田晃
- 編集：菊池純一
- 音楽：Quinka, with a Yawn
- 主題歌：meg「Moon River」
- 製作：ギャンビット
- 制作プロダクション：アルチンボルド
- 配給：ギャンビット=トラヴィス